# 台湾鱼木
台湾鱼木（学名：Crateva formosensis，異名：Crateva adansonii subsp. formosensis），別名三脚鳖，为山柑科鱼木属的植物。分布于日本琉球群島、台湾以及中国大陆的广东北部、广西東北部、四川等地，生长于海拔400米的地区，常生长在低山水旁、沟谷、平地以及石山密林中，目前尚未由人工引种栽培。
台湾鱼木為落叶小乔木，屬深根植物，株高可达8公尺，侧枝轮生。春末开花，繖房花序，顶生，花冠黄白色，花丝红色细长。夏至秋季结果，浆果卵形或椭圆形，橙褐色。叶丛生枝端，倒卵形。密叶小乔木。